# Mecistocephalus multidentatus
Mecistocephalus multidentatus är en mångfotingart som beskrevs av Masatoshi Takakuwa 1936. Mecistocephalus multidentatus ingår i släktet Mecistocephalus och familjen storhuvudjordkrypare.
Artens utbredningsområde är Taiwan. Inga underarter finns listade i Catalogue of Life.